# 泰北红毛蓝
泰北红毛蓝（学名：Pyrrothrix hossei）为爵床科红毛蓝属下的一个种。